# Chiyoda, Tokyo
Chiyoda (千代田区 (Thiên Đại Điền khu) Chiyoda-ku) là một trong 23 khu đặc biệt của Tōkyō.
Khu này nổi tiếng với Hoàng cung, nơi sống của gia đình Nhật hoàng, và các tòa nhà chính quyền trung ương Nhật Bản như Quốc hội, Tòa án tối cao, tư dinh của Thủ tướng Nhật Bản. Nơi đây còn có đền Yasukuni, nhà ga Tōkyō và Nippon Budokan - nơi nghiên cứu và huấn luyện các môn võ cổ truyền của Nhật Bản. Ở đây còn có 15 văn phòng đại sứ quán các nước. Song, nơi được nhiều người lui tới nhất ở Chiyoda chính là Khu phố điện tử Akihabara.
Chiyoda được phục vụ bởi các tuyến đường sắt:
- Shinkansen: ga Tokyo
- Yamanote: các ga Tokyo, Kanda và Akihabara
- Chuo Honkan: các ga Tokyo, Kanda và Ochanomizu
- Chuo-Sobu: các ga Tokyo, Kanda, Akihabara, Ochanomizu, Suidobashi, Iidabashi, Ichigaya
- Keihin Tohoku]: các ga Yurakucho, Tokyo, Kanda và Akihabara
- Keiyou: ga Tokyo
- Toukaido và Yokosuka: ga Tokyo
- Hệ thống tàu điện ngầm Tōkyō

## Các điểm tham quan lịch sử

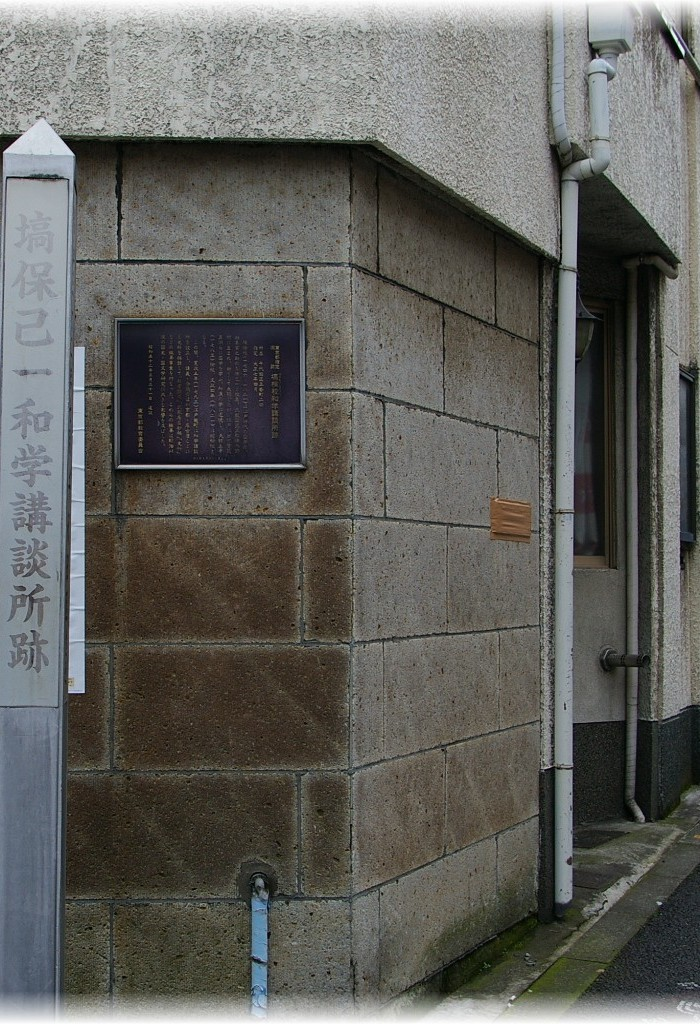
Trang web của Haniwa Hokinoichi Wagaku kōdansho (Sanbanchō)
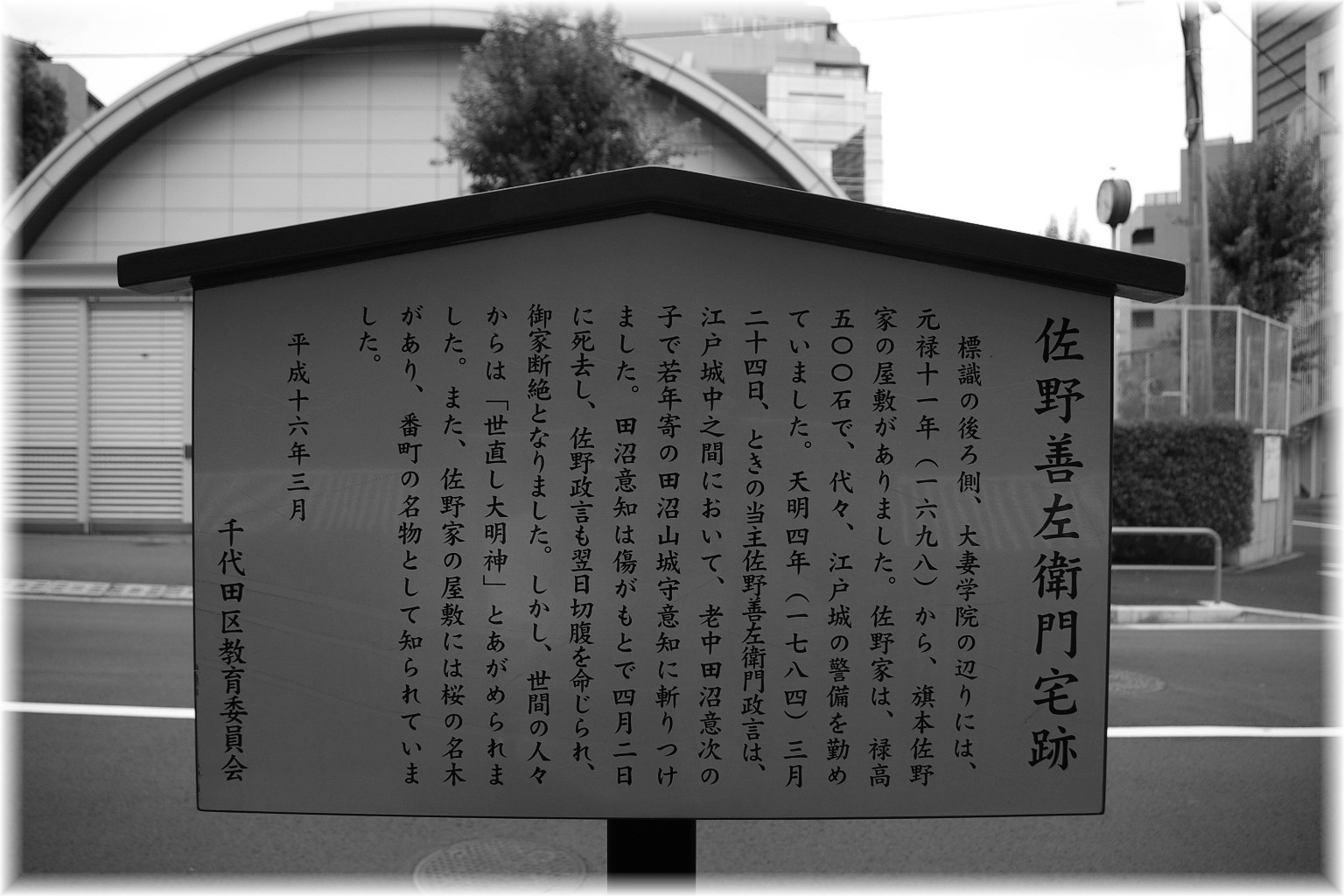
Trang chủ của Sano Zenzaemon (Sanbanchō)